# Восточно-бодские языки
Восточно-бодские языки — небольшая семья нетибетских бодских языков, на которых говорят в основном в восточном Бутане и прилегающих районах Тибета и Индии. 

## Классификация
Лингвист Гвендолин Хислоп (2010) классифицирует восточно-бодские языки следующим образом:
- Восточно-бодские языки:
  - Дакпа-Дзала
    - Дакпа
    - Дзала

  - (основная ветвь)
    - Ньен-кха
    - Чали-Бумтанг
      - Чали
      - Бумтангик 
        - Бумтанг
        - Кхенг-кха
        - Курто-кха